# Rodri
Rodrigo Hernández Cascante (Madrid, 22. lipnja 1996.), poznatiji kao Rodri, španjolski je nogometaš koji igra na poziciji defenzivnog veznog. Trenutačno igra za Manchester City. Osvajač je Zlatne lopte 2024.

## Klupska karijera

### Rana karijera
Kao jedanaestogodišnjak prešao je 2007. iz kluba Rayo Majadahonda u Atlético Madrid. Godine 2013. postao je igračem Villarreala.

### Villarreal
Za drugu momčad Villarreala debitirao je u utakmici ligaškog natjecanja Segunda División B 7. veljače 2015. kada je druga momčad Espanyol poražena 1:3.
Za prvu momčad debitirao je 17. prosinca 2015. u Kupu Kralja. Tada je Villarreal izbacio Huescu iz natjecanja dobivši ju rezultatom 2:0. Rodri je u La Ligi debitirao 17. travnja 2016. protiv kluba Rayo Vallecano od kojeg je Villarreal izgubio 1:2. Svoj prvi gol u tom natjecanju postigao je 18. veljače 2018. u utakmici s Espanyolom koja je završila 1:1.

### Atlético Madrid
Dana 24. svibnja 2018. potpisao je petogodišnji ugovor s madridskim Atléticom za iznos od 20 milijuna eura uz dodatnih 5 milijuna eura u bonusima. Za novi klub debitirao je u utakmici UEFA Superkupa 2018. u kojoj je Atlético pobijedio Real Madrid 4:2 u produžetcima.

### Manchester City
Manchester City je 3. srpnja 2019. platio Rodrijevu otkupnu klauzulu od 62,6 milijuna funti. Rodri je tako postao najskuplje pojačanje u povijesti kluba. S klubom je potpisao petogodišnji ugovor.
Za Manchester City debitirao je 4. kolovoza u utakmici FA Community Shielda u kojoj je Liverpool izgubio na penale. Šest dana kasnije Rodri je debitirao u Premier ligi i to protiv West Ham Uniteda koji je izgubio 0:5. Prvi gol u dresu Manchester Cityja postigao je 14. rujna kada je Manchester City izgubio 2:3 od Norwich Cityja. Rodri je postigao gol u finalu Engleskog Liga kupa u kojem je Aston Villa poražena 1:2.
Dana 12. srpnja 2022. Rodri je produžio svoj ugovor s Manchester Cityjem do 2027. Prvijenac u UEFA Ligi prvaka postigao je 11. travnja 2023. u utakmici protiv Bayerna koja je završila 3:0. Rodri je 10. lipnja 2023. postigao jedini gol u finalu UEFA Lige prvaka 2022./23. Pobijedivši Inter Milan, Manchester City je prvi put u povijesti osvojio to natjecanje. Rodri je proglašen igračem utakmice te najboljim igračem te sezone UEFA Lige prvaka.
Postigao je pogodak 19. svibnja 2024. u utakmici zadnjeg kola Premier lige protiv West Ham Uniteda koji je dobiven 3:1. Manchester City je tom pobjedom postao prvi engleski klub koji je osvojio ligu četiri puta zaredom. Tom pobjedom Rodri je ostvario niz od 50 odigranih utakmica u Premier ligi bez poraza. Jedino je Sol Campbell ostvario veći niz i to od 56 utakmica.
U listopadu 2024. osvojio je Zlatnu loptu.

## Reprezentativna karijera
Nastupao je za omladinske selekcije Španjolske do 16, 19 i 21 godinu. Za A selekciju debitirao je 21. ožujka 2018. kada je zamijenio Thiaga Alcântaru u prijateljskoj utakmici s Njemačkom koja je završila 1:1.
Rodri je bio dio španjolske momčadi na Europskom prvenstvu 2020. i Svjetskom prvenstvu 2022.
Prvi put je bio kapetan španjolske momčadi 28. ožujka 2023. kada je Škotska pobijedila Španjolsku 2:0 u kvalifikacijskoj utakmici za Europsko prvenstvo 2024.
U lipnju 2023. osvojio je nagradu za najboljeg igrača završnog turnira UEFA Lige nacija 2022./23.. Odigrao je kompletni polufinalni i finalni susret protiv Italije, odnosno Hrvatske. Hrvatska je od Španjolske izgubila 4:5 na penale, a Rodri je bio među uspješnim izvođačima.
Kapetansku vrpcu drugi put je nosio 26. ožujka 2024. kada je dvaput zabio iz penala u prijateljskom susretu protiv Brazila koji je završio 3:3.
U lipnju 2024. bio je uvršten u španjolsku momčad za Europsko prvenstvo 2024.  Svoj 50. nastup za reprezentaciju ostvario je 8. lipnja protiv Sjeverne Irske koju je Španjolska dobila 5:1.
Španjolska je osvojila to izdanje Europskog prvenstva dobivši Englesku 2:1 u finalu, a Rodri je proglašen najboljim igračem natjecanja. Time je postao jednim od dvanaest igrača koji su osvojili omladinsko i seniorsko Europsko prvenstvo, uz svoje suigrače Nacha Fernándeza, Ferrana Torresa, Álvara Morate i Mikela Merina.

## Priznanja

### Individualna
- Zlatna lopta: 2024.[43]
- Igrač sezone UEFA Lige prvaka: 2022./23.[26]
- Član momčadi sezone UEFA Lige prvaka: 2022./23.[44]
- Gol mjeseca Premier lige: studeni 2021.[45]
- Najbolji igrač završnog turnira UEFA Lige nacija: 2023.[46]
- Član momčadi natjecanja Europskog prvenstva do 19 godina: 2015.[47]
- Član PFA-ove momčadi godine Premier lige: 2022./23.,[48] 2023./24.[49]
- Zlatna lopta FIFA Svjetskog klupskog prvenstva: 2023.[50]
- Član IFFHS-ove momčadi svijeta: 2023.[51]
- Nagrada Globe Soccer Awardsa za najboljeg veznog igrača godine: 2023.[52]
- Član europske momčadi sezone prema izboru The Athletica: 2023./24.[53]
- Igrač natjecanja Europskog prvenstva: 2024.[54]
- Član momčadi natjecanja Europskog prvenstva: 2024.[55]

### Klupska
Atlético Madrid
- UEFA Superkup: 2018.[14]

Manchester City
- Premier liga: 2020./21., 2021./22., 2022./23., 2023./24.[3]
- FA kup: 2022./23.;[56] finalist: 2023./24.[57]
- Engleski liga kup: 2019./20.,[58] 2020./21.[59]
- FA Community Shield: 2019.[18]
- UEFA Liga prvaka: 2022./23.;[60] finalist: 2020./21.[61]
- UEFA Superkup: 2023.[62]
- FIFA Svjetsko klupsko prvenstvo: 2023.[63]

### Reprezentativna
Španjolska do 19 godina
- Europsko prvenstvo do 19 godina: 2015.[64]

Španjolska do 21 godine
- Europsko prvenstvo do 21 godine (finalist): 2017.[65][66]

Španjolska
- UEFA Liga nacija: 2023.[36]
- Europsko prvenstvo: 2024.[67]

## Vanjske poveznice
- Profil, Manchester City
- Rodri u UEFA-inim natjecanjima (arhivirane) (engl.)